# Lassetjärnen, Dalarna
Lassetjärnen är en sjö i Vansbro kommun i Dalarna och ingår i Dalälvens huvudavrinningsområde.